# 吉列尔莫·卡尔沃

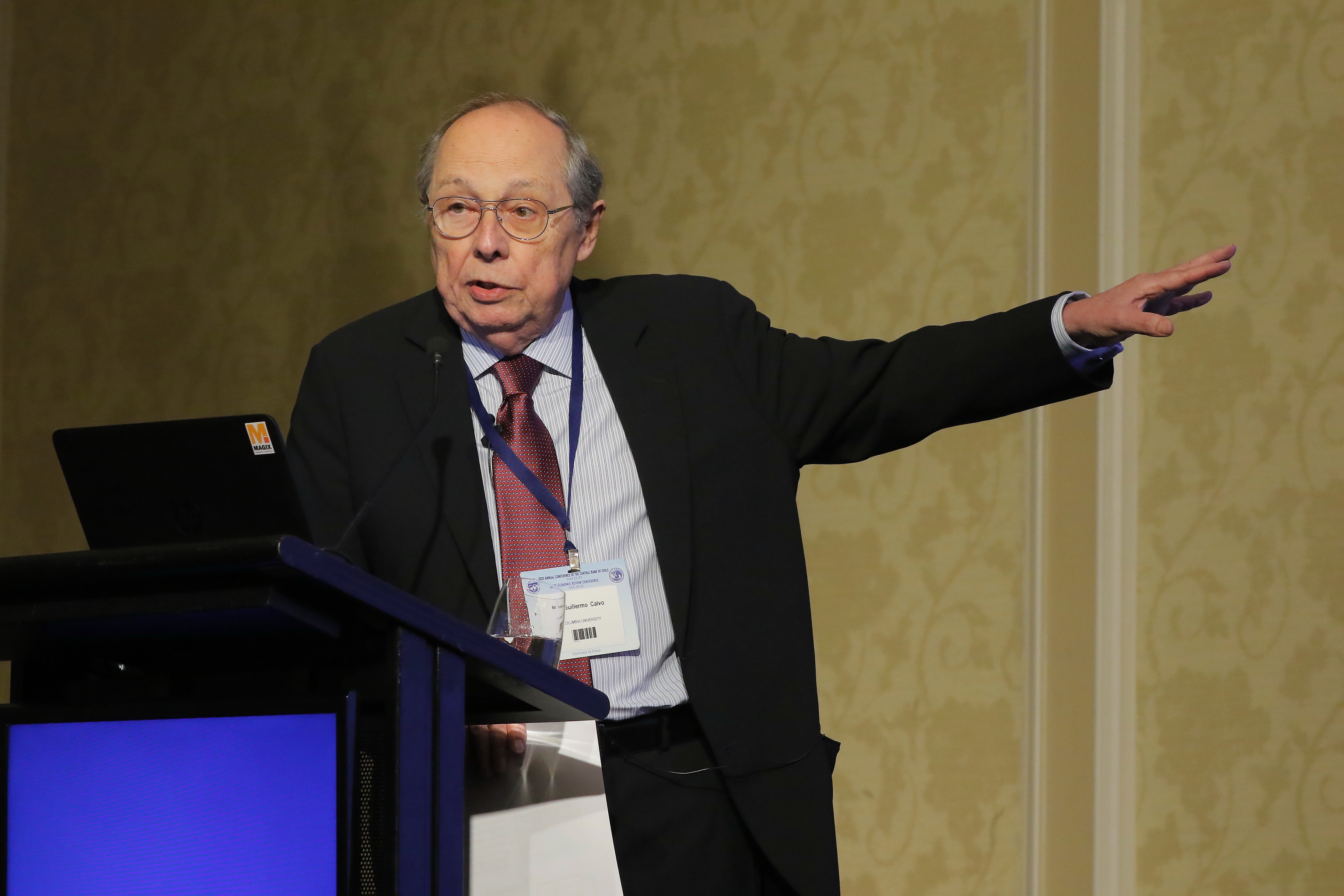
吉列尔莫·卡尔沃

吉列尔莫·卡尔沃（英文名：Guillermo Calvo，1941年—）是美国国家经济研究局（NBER）的研究员，2001-2006年美洲开发银行前首席经济学家，2000-2001年担任拉丁美洲和加勒比经济协会（LACEA）主席，2005-2008年担任国际经济协会（IEA）主席，1988 - 1993年曾担任国际货币基金组织研究部高级顾问。拥有耶鲁大学博士学位。他主要的专业领域是新兴市场和转型经济体的宏观经济学。现在的工作广泛涉及新兴市场经济体的资本流动和国际收支危机。他在经济学期刊上发表100多篇文章并由麻省理工大学出版社出版发行图书，例如《动荡的新兴资本市场》：坏运气还是坏政策？等。 

## 荣誉
- 1980 - 1981年Simon Guggenheim基金会奖学金
- 2000年King Juan Carlos经济学奖
- 2006年拉丁美洲和加勒比经济协会 Carlos Diaz-Alejandro计量经济学会奖
- 美国艺术和科学学院，和国家经济科学院（阿根廷）的研究员

## 学历
- 耶鲁大学博士，1974年。
- 耶鲁大学哲学硕士，1967年。
- 耶鲁大学艺术硕士，1965年。

## 学术职位
- 1986年7月至1990年6月，担任宾夕法尼亚大学经济学教授。
- 1973年1月至1986年6月，担任哥伦比亚大学经济学教授。
- 1984年1月至5月，担任宾夕法尼亚大学经济学客座教授。
- 1981年1月至5月，担任芝加哥大学经济学客座教授。
- 1979年7月至8月，1980年5月至12月，1981年6月至8月，1982年5月至6月，1984年8月至9月，1986年7月，担任阿根廷，布宜诺斯艾利斯宏观经济研究中心(C.E.M.A.)客座研究员。
- 1978年5月1日至6月15日，1988年5月至6月，担任斯德哥尔摩大学国际经济研究所客座研究员。
- 1969年11月至1972年12月，担任福特基金会哥伦比亚国立大学，洛杉矶大学（哥伦比亚）客座教授。
- 1969年9月至11月，担任迪特拉研究所经济研究中心客座研究员。
- 1968年8月至1969年7月，担任秘鲁储备银行福特基金客座教授。

## 助学金/荣誉
1. 1980至1981年度西蒙古根海姆基金会奖学金获得者。
2. N.S.F.补助的主要研究人员SOC 78-97302, SOC 79-01811, SEC 84-09810, SEC 86-05007 A01, SES 88-08992.
3. 自1993年以来，国家经济科学院院士（阿根廷）。
4. 自1995年以来计量经济学会会员。
5. 2000年10月国王胡安·卡洛斯经济学奖。
6. 自2005年以来，美国艺术与科学学院院士。
7. 在麻省理工学院出版社，2008九月发布了一系列纪念Guillermo Calvo题为“金钱、危机和过渡”的文章，庆祝他在国际经济学领域所做的重大贡献. 特别是在新兴经济体方面。 论文包括与卡尔沃工作密切相关的话题，从金融危机到汇率政策和经济增长。作者包括FabrizioCoricelli，Padma Desai，Stanley Fischer，Ricardo Hausmann，Enrique G. Mendoza，Frederic S. Mishkin，Maurice Obstfeld，Edmund S. Phelps，Carmen M. Reinhart，Andrés Velasco和许多其他作者。
8. 2012年荣获阿根廷陶库阿托迪特拉大学（Di Tella University）荣誉学位。